# Bitwa pod Rzeczycą

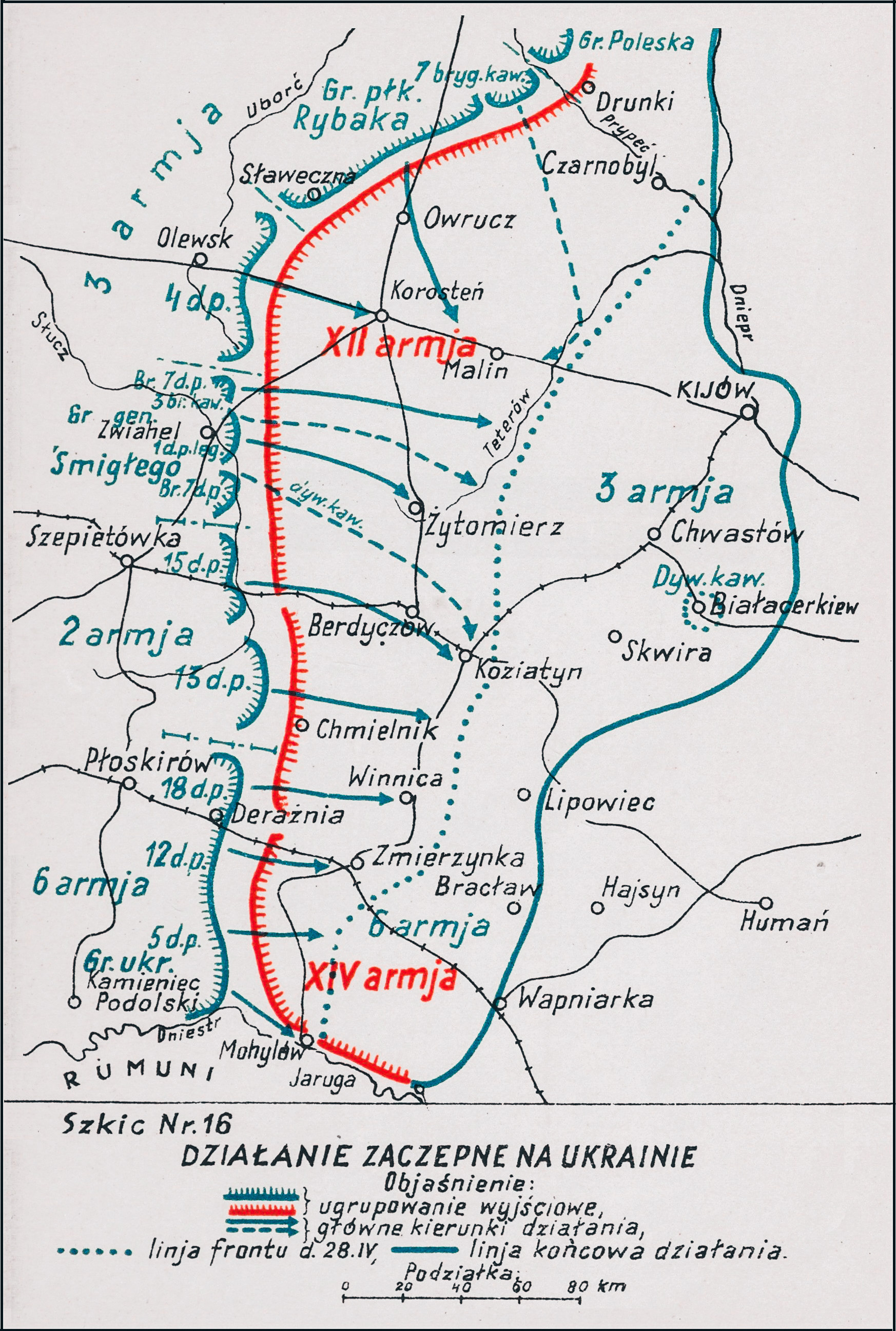
Adam Przybylski,
Wojna Polska 1918–1921

Bitwa pod Rzeczycą – walki Grupy Poleskiej z oddziałami sowieckich 10., 17. i 57 Dywizji Strzelców toczone w okresie wojny polsko-bolszewickiej.

## Geneza
25 kwietnia rozpoczęła się polska ofensywa na Ukrainie. Zgrupowane na froncie od Starej Uszycy nad Dniestrem po Prypeć trzy polskie armie uderzyły na wschód. Po stronie sowieckiej broniły się sowieckie 12 Armia Siergieja Mieżeninowa i 14 Armia Ijeronima Uborewicza, posiadające w swoim składzie siedem dywizji strzelców i dywizję kawalerii.
Podczas ofensywy na Kijów, znajdująca się na Polesiu 9 Dywizja Piechoty otrzymała rozkaz przesunięcia frontu na linię Dniepru i Berezyny.

## Walczące wojska
| Jednostka                          | Dowódca                                  | Podporządkowanie |
| Wojsko Polskie                     |                                          |                  |
| Grupa Poleska                      |                                          |                  |
| ⇒ 9 Dywizja Piechoty               | gen. Władysław Sikorski                  | Grupa Poleska    |
| → 15 pułk piechoty                 | mjr Józef Wolf                           |                  |
| → 22 pułk piechoty                 | mjr Henryk Krok-Paszkowski               |                  |
| → 34 pułk piechoty                 | ppłk Aleksander Łuczyński                |                  |
| ⇒ XXXI Brygada Piechoty            | ppłk Kazimierz Fabrycy                   |                  |
| → 64 pułk piechoty                 | kpt. Ludwik Bociański                    |                  |
| ⇒ 12 pułk piechoty                 | kpt. Władysław Mielnik                   |                  |
| ⇒ 32 pułk piechoty                 | mjr Władysław Tarwid                     |                  |
| ⇒ 10 pułk ułanów                   | płk Walerian Jachimowicz                 |                  |
| ⇒ 1 dyon strzelców konnych         |                                          |                  |
| ⇒ 1 i 4/9 pułku artylerii polowej  |                                          |                  |
| ⇒ I/11 pułku artylerii polowej     |                                          |                  |
| ⇒ 2 i 4/9 pułku artylerii ciężkiej |                                          |                  |
| ⇒ cztery pociągi pancerne          |                                          |                  |
| → pociąg pancerny „Poznańczyk”     |                                          |                  |
| → pociąg pancerny „Sikorski”       |                                          |                  |
| ⇒ Flotylla Pińska                  |                                          |                  |
| Armia Czerwona                     |                                          |                  |
| ⇒ 10 Dywizja Strzelców             | Filipp Mironow, następnie Ansis Daumanis |                  |
| ⇒ 17 Dywizja Strzelców             | Konstantin Niewieżyn                     |                  |
| ⇒ 57 Dywizja Strzelców             | Wasilij Timofiejew-Naumow                |                  |

## Walki pod Rzeczycą

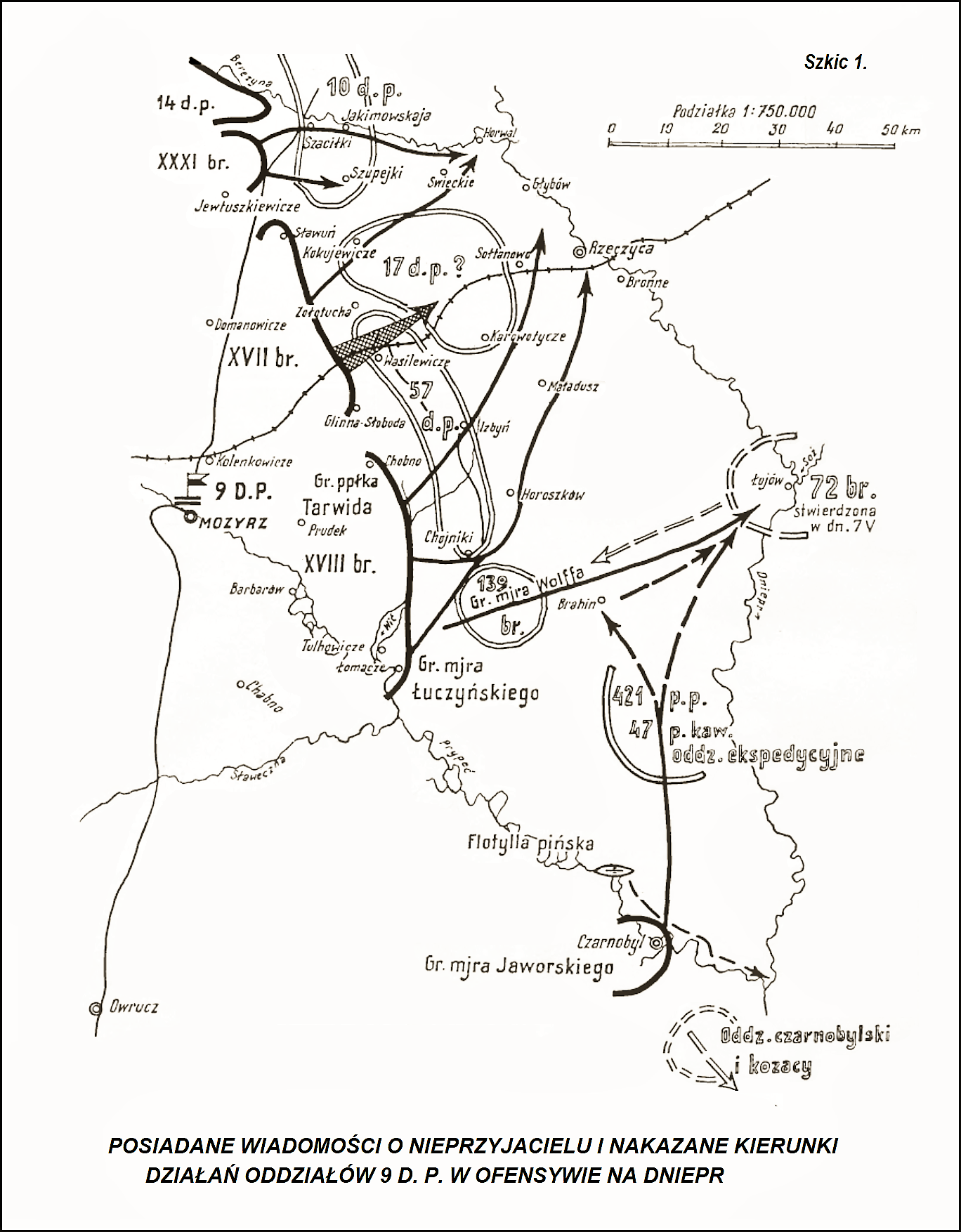
Stanisław Sienkiewicz, Od Prypeci do Dniepru. Marsz 34 p. p. na Rzeczycę w dniach 7 – 8 maja 1920 roku...

Po opanowaniu Mozyrza i Kalenkowicz gen. Władysław Sikorski zarządził przeprowadzenie zagonu na Rzeczycę. Na skutek braku łączności i słabej koordynacji działań akcja okazała się nieskuteczna, a  wojska grupy, praktycznie bez większych walk, 10 marca 1920 wycofały się na pozycje wyjściowe.
7 maja Grupa Poleska w składzie 9 Dywizja Piechoty, XXXI Brygada Piechoty, 12. i 32 pułk piechoty, 10 pułk ułanów, 1 dywizjon strzelców konnych i cztery pociągi pancerne, wspierana przez jednostki Flotylli Pińskiej, rozpoczęła natarcie w ogólnym kierunku na Rzeczycę. Oddziały sowieckich 10. i 17 Dywizji Strzelców nie stawiały większego oporu. Tylko 15 pułk piechoty musiał stoczyć bój o przeprawę na Dnieprze w Łojowie, przez którą wiódł szlak ewakuacji sowieckich oddziałów. Przeprawę opanował przydzielony czasowo do 34 pułku piechoty batalion 64 pułku piechoty. Polacy znaleźli tu porzucone kancelarie dwóch brygad strzelców, wzięli ponad 500 jeńców, zdobyli 15 ckm-ów i duże zapasy amunicji.
10 maja  34 pułk piechoty otrzymał rozkaz utworzenia pod Rzeczycą przyczółka mostowego na wschodnim brzegu Dniepru. 12 maja do ataku ruszyły dwie kompanie I batalionu 34 pułku piechoty i dwie I/64 pp. Wsparcie ogniowe zapewniała 4 bateria 9 pułku artylerii ciężkiej, I dywizjon 11 pułku artylerii polowej oraz dwa pociągi pancerne. Po godzinnym pojedynku artyleryjskim, polska piechota przeprawiła się przez uszkodzony most kolejowy na wschodni brzeg Dniepru. Szturmem „na bagnety” zdobyła stację Prasowalnia i opanowała linię okopów niemieckich z czasów I wojny światowej. Próbujący interweniować sowiecki pociąg pancerny wycofał się po kilkakrotnym trafieniu wagonów przez artylerię polską i uczestniczące w walce z zachodniego brzegu polskie pociągi pancerne. Następnie 7 kompania 64 pp ruszyła wzdłuż toru kolejowego w kierunku na Kopań. Kontratak sowiecki odrzucił ją jednak na pozycje wyjściowe.
Po południu Sowieci podjęli próbę likwidacji przyczółka. Piechotę wspierała bateria artylerii i trzy pociągi pancerne. Zaniepokojony o los przyczółka gen. Władysław Sikorski przybył na stację Prasowalnia i osobiście zagrzewał oddziały polskie do walki. Zmotywowani w ten sposób żołnierze 34. i 64 pułku piechoty odrzucili Sowietów i w pościgu opanowali Kopań.
W II połowie maja dowódca 4 Armii gen. Stanisław Szeptycki liczył się z możliwością uderzenia Sowietów na Bobrujsk. By zorganizować silne odwody w przestrzeni operacyjnej armii, nakazał likwidację przyczółka pod Rzeczycą. Doszło do konfliktu pomiędzy dowódcą Grupy Poleskiej, a dowódcą 4 Armii. Generał Sikorski uważał, że utrzymanie przyczółka ma decydujące znaczenie w zapewnieniu trwałości obrony linii Dniepru. Przyczółek wiązał też znaczne siły wojsk sowieckich, zarówno przy jego zabezpieczeniu jak i przy próbach likwidacji.
Załoga przyczółka pod dowództwem płk. Narbuta-Łuczyńskiego, w której skład wchodził 34 pułk piechoty, części 22 i 64 pułków piechoty, 4 baterie 9 pułku artylerii polowej, 2 bateria 9 pac i 1 bateria 11 pap, od 18 do 27 maja odparła kilka słabszych ataków i trzy silne. 21 maja na przyczółek nacierały oddziały 17 Dywizji Strzelców. Duże zasługi przy odparciu ataku położyły 1 i 4 bateria 9 pap. 26 maja po raz kolejny atakowali Sowieci i wieczorem przełamali obronę pierwszej linii przedmościa. W takiej sytuacji artyleria polska zaczęła już wycofywać się na prawy brzeg Dniepru. Wtedy brawurowy kontratak odwodowego III/22 pułku piechoty zatrzymał nieprzyjaciela, a w dniu następnym, po ciężkich walkach, Polacy odzyskali utracone stanowiska. Jeszcze w tym dniu przeciwnik zaatakował na innym kierunku. Jego oddziały sforsowały Dniepr na południe od Rzeczycy. Interweniowały skutecznie odwody 9 Dywizji Piechoty i nieprzyjaciel zmuszony został do odwrotu za Dniepr. 

Komunikat prasowy Sztabu Generalnego z 30 maja donosił:

Szczególnie zacięte walki wywiązały się na przyczółku mostowym w Rzeczycy, zaatakowanym dwukrotnie przez znaczne siły bolszewickie, podchodzące w kilku falach. Nasza załoga przy skutecznym współudziale pancernych pociągów, artylerji i lotników nie tylko odrzuciła napór nieprzyjaciela, lecz samorzutnie przeszedłszy do pościgu, zadała uciekającym oddziałom bardzo ciężkie straty, biorąc kilkudziesięciu jeńców i kilka karabinów maszynowych. W boju tym zginął bohaterską śmiercią podporucznik Rakowski.

Po raz kolejny Sowieci zaatakowali przyczółek 12 czerwca. Około 13.00 rozpoczęło się godzinne ogniowe przygotowanie ataku. Ogień sowieckich dział pozrywał wszystkie połączenia telefoniczne. Kiedy umilkły działa, do ataku ruszyły pułki 169 Brygady Strzelców z 57 DS. Artyleria polska na skutek przerw w łączności telefonicznej miała ograniczone możliwości wspierania własnej piechoty. Nieprzyjaciel kilkakrotnie docierał w pobliże polskich okopów i był odpierany kontratakami „na bagnety”. Sowieci próbowali też manewru obejścia wzdłuż Dniepru od południa. Atakowali bezpośrednio w kierunku mostu kolejowego na odcinek broniony przez pluton kompanii technicznej 22 pułku piechoty. Niebezpieczeństwo przedarcia się Sowietów od południa do mostu kolejowego zażegnała odwodowa 6 kompania 22 pp. Nieprzyjacielowi udało się jednak sforsować Dniepr pod Ozierszczyzną. Jego oddziały rozpoczęły marsz prawym brzegiem Dniepru na Rzeczycę. Tu kontratakowały III/22 pułku piechoty i kompania 63 pułku piechoty. Ostatecznie natarcie nieprzyjaciela, z dużymi stratami po obu stronach, zostało załamane.
17 czerwca, ze względu na ogólną sytuację na froncie, Grupa Poleska otrzymała rozkaz odwrotu. Tego dnia jej oddziały opuściły przyczółek pod Rzeczycą.